# ParaParaParadise

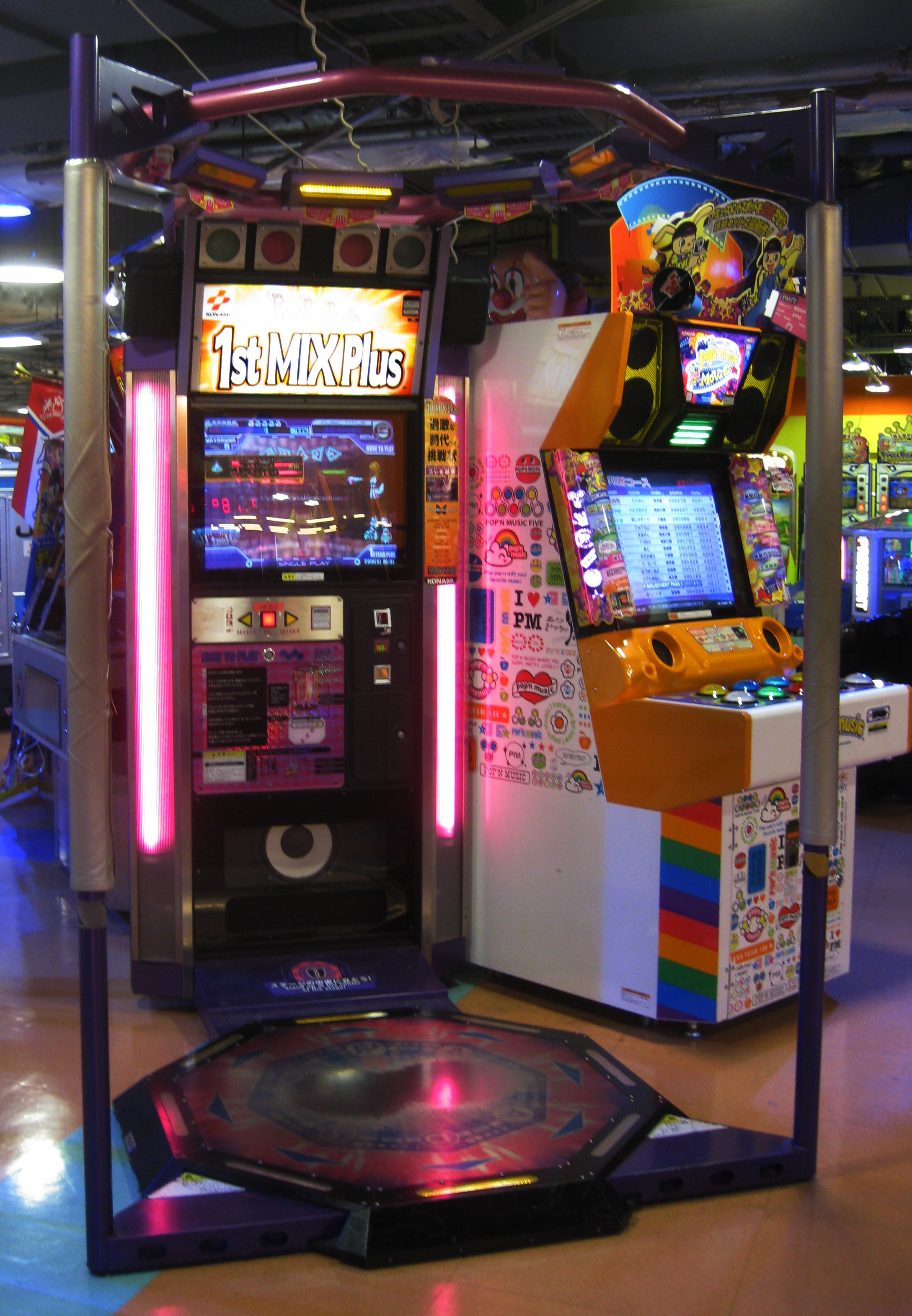
『ParaParaParadise 1st MIX Plus』筐体

『ParaParaParadise』（パラパラパラダイス）はパラパラオールスターズによる同名のパラパラ教則ビデオシリーズなどをもとに2000年にコナミからアーケードゲームとして発売されたパラパラをテーマとしたダンスゲームのシリーズ名。またはその1作目のタイトル。BEMANIシリーズの1つである。
2001年3月15日にPlayStation 2版が発売されている。
韓国では"ParaParaDancing"（パラパラダンシング）に名称を変更して発売され、韓国国内の有名アーティスト・アイドルグループのユーロビート曲が数曲追加されていた。

## 概要
筐体は八角形のステージとその前にあるモニターで構成されている。
ステージの上には前方180度の範囲で45度ごとに計5つのセンサーが付いており、このセンサーが腕の動きを判定する。
前のモニターには譜面などの、ゲームに直接関係のある表示がされる。画面の下には選択用の左右ボタンと決定用のスタートボタンがある。この横にパラパラオールスターズによる振り付けが再生されるサブモニター（v1.1まではダンサーがパラパラオールスターズでない曲があったが、1stMIX Plusの時にそれらの映像は全て再録された）があることが多い。
なお、PlayStation 2版ではアナログコントローラもしくは専用コントローラが必須であり、アナログコントローラの場合はアナログスティックの操作により腕の動きを模することになる。専用コントローラは5つのセンサーユニットからなり、床に置かれること以外はアーケード版の筐体と同じような感じになる。

### シリーズ作品
- アーケード版
  - ParaParaParadise （2000年9月12日稼働）
  - ParaParaParadise V1.1 （2000年10月24日稼働）
  - ParaParaParadise 1st MIX Plus （2000年12月26日稼働）
  - ParaParaParadise 2nd MIX （2001年3月15日稼働）
- PlayStation 2版
  - ParaParaParadise （2001年3月15日発売）

## ゲームプレイの詳細
ここでは2ndMIXについて述べる。1st系列では、これらの仕様に違いがある。
1. クレジットを投入しスタートボタンを押す。
2. ゲームモードを選ぶ。
ツインスター公式振り付けで踊るパラパラモードと、コナミオリジナルの譜面のフリースタイルモードから選択できる。
パラパラモードにはゲームキャラクターが振り付けを教えてくれるパラ講モード、1曲ずつ踊るノーマルモード、3曲連続で踊るノンストップモードがある。
フリースタイルモードには難易度の違うノーマルモードとハードモード、そしてそれぞれのノンストップモードがある。
ノンストップモードでは、100コンボ以上つなぐとボーナスステージが出現する。
3. 楽曲を選択する。
4. プレイする。
画面下方から矢印マークが出てくるので、タイミングを合わせて矢印マークが指示する方向のセンサーに手をかざす。線のつながった矢印マークの場合はその2点の間手をかざした状態を保たなければならない。矢印マークの流れる後ろには「DanceDanceRevolution」のように3Dモデルのキャラクターが踊っており、パラパラモードについてはこの画面上のキャラクターか、サブモニターで流されるパラパラオールスターズの映像をお手本にプレイすることも可能。キャラクター及びパラパラオールスターズのメンバーは楽曲によって変化する。
5. 結果表示
画面上にあるシンクロゲージが一定量以上あれば次の曲に進める。一定以上なかった場合もしくは規定曲数を終えるとゲームオーバー。

## 収録曲
収録曲はSUPER EUROBEATからの楽曲や、コナミオリジナル曲で構成されている。コナミオリジナル曲は殆どが既存のBEMANIシリーズの楽曲をリミックスしたものである。特筆すべき点は「CAN'T STOP FALLIN' IN LOVE -super euro version-」で、当作品の為にパラパラオールスターズが付けた振り付けが2010年にXbox 360で発売されたDance Evolutionにてそのまま収録を果たしている（2012年にアーケードで稼働を開始した、Dance Evolution ARCADEにも収録）。
サウンドトラックはエイベックスから発売されたが1st - 1stMIX PLUSまでの楽曲しかフォローされず、2ndMIXに新規収録された楽曲がCD音源化されないままである。